# Mess It Up
«Mess It Up» é uma canção da banda de rock britânica The Rolling Stones, o terceiro single de seu álbum de estúdio Hackney Diamonds. Lançado em 19 de dezembro de 2023.

## The Rolling Stones
- Mick Jagger: voz
- Keith Richards: guitarra
- Ron Wood: guitarra

## Vídeo «Mess It Up»
O vídeo musical de ‘Mess It Up’ esta protagonizado pelo actor britânico Nicholas Hoult.
O clip foi lançado o 19 de dezembro de 2023. Foi filmado nos Estados Unidos e dirigido pelo diretor Calmatic (Kendrick Lamar e Anderson .Paak), ganhador do prêmio Grammy.